# カスリーヌ県
カスリーヌ県（カスリーヌけん、アラビア語：ولاية القصرين、英語：Kasserine Governorate） は、チュニジアの県である。チュニジアの西中央に位置し、アルジェリアと国境を接する。人口は412,278人（2004年）、面積は8,066km2。県都はカスリーヌである。